# Force Aérienne Centrafricaine
La Force Aérienne Centrafricaine, internazionalmente nota come Central African Republic Air Force, è l'aeronautica militare della Repubblica Centrafricana, componente aerea e una delle due forze armate che compongono le Forces armées centrafricaines.

## Storia
La mancanza di fondi ha quasi reso inutilizzabile l'aeronautica fatta eccezione di un Eurocopter AS-350 Écureuil dalla forza aerea Francese utilizzato principalmente per pattugliare regolarmente le zone del paese. Il precedente presidente, François Bozizé avrebbe utilizzato i fondi provenienti dalla concessione mineraria in Bakouma per acquistare due vecchi elicotteri Mil Mi-8 dall'Ucraina e un Lockheed C-130 Hercules, costruito negli anni cinquanta, dagli Stati Uniti d'America.

## Aeromobili in uso
Sezione aggiornata annualmente in base al World Air Force di Flightglobal del corrente anno. Tale dossier non contempla UAV, aerei da trasporto VIP ed eventuali incidenti accorsi durante l'anno della sua pubblicazione. Modifiche giornaliere o mensili che potrebbero portare a discordanze nel tipo di modelli in servizio e nel loro numero rispetto a WAF, vengono apportate in base a siti specializzati, periodici mensili e bimestrali. Tali modifiche vengono apportate onde rendere quanto più aggiornata la tabella.
L'aviazione Centrafricana, ha un organico che comprende prevalentemente aerei da trasporto leggeri ed elicotteri, l'operatività di molti dei quali non è certa.
| Aeromobile                   | Origine          | Tipo                                          | Versione (denominazione locale) | In servizio (2024) | Note | Immagine |
| Aerei da trasporto           |                  |                                               |                                 |                    | |          |
| Aermacchi AL-60 Conestoga    | Italia           | aerei da trasporto leggero                    | AL-60C-5 Conestoga              | ?                  | 10 consegnati, non se conosce operatività e numero di esemplari in servizio.                                                                                     |          |
| Britten-Norman Defender      | Regno Unito      | aerei da trasporto leggero                    | BN-2B                           | 1                  | 2 consegnati, 1 in servizio al febbraio 2018. |          |
| Cessna 337 Super Skymaster   | Stati Uniti      | aerei da trasporto leggero                    | Cessna 337E                     | ?                  | 1 consegnato, non si conosce il suo stato di operatività. |          |
| Lockheed C-130 Hercules      | Stati Uniti      | aerei da trasporto                            | C-130A                          | ?                  | 1 consegnato, non si conosce il suo stato di operatività. |          |
| Dassault Mystère XX          | Francia          | aerei da trasporto                            | Mystère XX                      | ?                  | 1 consegnato, non si conosce il suo stato di operatività. |          |
| Reims FR172 Rocket           | Francia          | aerei da trasporto                            | FR172                           | 1                  | 1 consegnato, ed operativo al febbraio 2018. |          |
| Sauper J.300 Joker           | Francia          | aerei da trasporto                            | J.300                           | 1                  | 1 consegnato, ed operativo al febbraio 2018. |          |
| SOCATA Rallye 235GS Guerrier | Francia          | aerei da trasporto                            | Rallye 235GS                    | 1                  | 1 consegnato, ed operativo al febbraio 2018. |          |
| Aerei da addestramento       |                  |                                               |                                 |                    | |          |
| Aero L-39 Albatros           | Rep. Ceca        | aereo da addestramentoaereo d'attacco leggero | L-39C                           | 6                  | 2 L-39C ricevuti di seconda mano consegnati dalla Russia ad agosto 2022; più 6 L-39C, ricevuti in due lotti da tre esemplari ad aprile ed il 15 maggio del 2023. |          |
| Elicotteri                   |                  |                                               |                                 |                    | |          |
| Eurocopter AS 350 Ecureuil   | Francia          | elicotteri utility                            | AS350B                          | 1                  | 2 consegnati, 1 in servizio febbraio 2018. |          |
| Aérospatiale Alouette II     | Francia          | elicotteri utility                            | SE313                           | 1                  | 1 consegnato, ed in servizio febbraio 2018. |          |
| Mil Mi-8 Hip                 | Unione Sovietica | elicottero da trasporto                       | Mi-8T                           | 1                  | 3 consegnati, 1 in servizio febbraio 2018. |          |